# Alba Reche
Alba Martínez Reche (Elx, el Baix Vinalopó, 17 de desembre de 1997), més coneguda com a Alba Reche, és una cantant i compositora valenciana que es va donar a conèixer com a concursant del programa de TVE, Operación Triunfo 2018. Filla de Rafaela (Rafi) Reche García i de Miguel Angel Martínez, Alba és la filla gran tenint una germana menor, Marina Reche, nascuda al 27 de febrer 2000, que també comparteix l'estima al cant.
Els seus artistes preferits són principalment Anne-Marie, Jorja Smith, Silvio Rodríguez i Beyoncé.

## Pas per Operación Triunfo
Alba Reche es va classificar per a l'edició del 2018 d'Operación Triunfo, en la qual va quedar en segona posició.
Pel seu pas en el programa televisiu va interpretar Dangerous Woman d'Ariana Grande, Respect d'Aretha Franklin, Alma Mía de Natalia Lafourcade, Just Give me a Reason de Pink, Toxic de Britney Spears, Fast Car de Jonas Blue, La Llorona de Chavela Vargas que va estar una de les seves millors actuacions, sent així l'actuació més visitada de l'edició, Contamíname d'Ana Belén i Victor Manuel, Je Veux de Zaz, Allí donde solíamos gritar de Love of Lesbian, Lost on you de LP, Crazy in Love de Beyonce, She Used to be mine  de Sara Bareilles, Creep de Radiohead i finalment Este amor ya no se toca de Yuri.
El febrer de 2019 va presentar un àlbum recopilatori amb les cançons que havia cantat durant el concurs, que va debutar en el primer lloc de les llistes de vendes d'Espanya.

## Trajectòria professional
A l'octubre de 2019 va treure al mercat el seu primer single anomenat Medusa, seguit del seu segon single Caronte, i el 25 d'octubre va treure el seu primer disc anomenat Quimera. En aquest disc s'inclouen les cançons: Quimera, Caronte, Asteria, Aura, Niña, Lux, Hestia, Inanna, Eco, Medusa i Ares, amb la col·laboració de Pol Granch.
El 21 de desembre va començar la seva gira "Quimera" a la seva ciutat natal.
Al 4 de setembre del 2020, publica la cover Morena Mía, cançó original de Miguel Bosé. Al mateix mes, al 24 de setembre, publica una nova cançó juntament amb Sebastián Cortés anomenada La Posada.
A març del 2021 va eixir el seu primer ep amb el nom de La pequeña semilla, que compta amb set cançons de diferents estils, i en qual va col·laborar amb diferents artistes com Santa Marta, amb la cançó Escúchala, l'artista xilena Camila Gallardo (més coneguda com a Cami) en la cançó Que bailen, Sebastián Cortés amb la cançó La posada, o Fuel Fandango amb la cançó Los cuerpos.